# Schoolboy Crush (película)
Schoolboy Crush es una película pornográfica gay de 2004 dirigida por Bryan Kocis (bajo el nombre de industria "Bryan Phillips"), lanzada en Cobra Video y protagonizada por Brent Everett y Sean Paul Lockhart bajo el nombre artístico de "Brent Corrigan". Corrigan, siendo menor de edad en el momento de la filmación, llevó a acciones legales contra Phillips y a la retirada de la película Schoolboy Crush del catálogo de películas de Cobra Video.

## Controversia
Corrigan apareció en cuatro proyectos de Cobra Video después de usar lo que resultó ser una identificación falsa: su película debut en la industria Every Poolboy's Dream (2004), Schoolboy Crush, Bareboned Twinks (2005) y Casting Couch 4 (2005). El 13 de septiembre de 2005, se alegó que el trabajo de Corrigan con Cobra Video en estos cuatro títulos había sido cuando era menor de edad. Cobra negó las acusaciones y proporcionó, según lo exige la ley, copias de los documentos de identidad de Corrigan que reclaman un año de nacimiento de 1985. Kocis presentó una contrademanda sobre las cuestiones contractuales a las que el menor de edad Corrigan contrajo con Cobra. Los cuatro títulos se retiraron voluntariamente de la circulación debido a la disputa por menores de edad.  Schoolboy Crush sigue siendo muy popular y está disponible para la venta en sitios de subastas en Internet y las imágenes de la película aparecen con frecuencia en línea.
La disputa contractual resurgió cuando Kocis fue encontrado muerto después de un incendio en su casa del Municipio de Dallas, Pensilvania. El forense investigador descubrió que Kocis estaba muerto antes del incendio, apuñalado muchas veces y degollado. Harlow Cuadra y Joseph Kerekes fueron arrestados, acusados y condenados. Durante el juicio por asesinato de Harlow Cuadra, se reveló que Corrigan estaba "obligado por contrato" a realizar actos sexuales a cambio de dinero para la compañía Cobra Video de Bryan Phillips, lo que llevó a una discusión pública en curso sobre la legalidad de tales contratos de la industria para adultos. Corrigan también testificó durante el juicio. El libro relata las circunstancias del asesinato de Bryan Kocis y los problemas relacionados con los tratos de Kocis, incluidos los asuntos contractuales con Corrigan.